# Levichelifer fulvopalpus
Espèce
Synonymes
- Idiochelifer fulvopalpus Hoff, 1946

Levichelifer fulvopalpus est une espèce de pseudoscorpions de la famille des Cheliferidae.

## Distribution
Cette espèce se rencontre au Mexique au Tamaulipas et aux États-Unis au Texas et au Nouveau-Mexique.

## Description
Les mâles mesurent de 2,1 à 2,3 mm et la femelle 3,05 mm.

## Publication originale
- Hoff, 1946 : New pseudoscorpions, chiefly neotropical, of the suborder Monosphyronida. American Museum Novitates, vol. 1318, p. 1-32 (texte intégral).